# Cylindropuntia tetracantha
Cylindropuntia tetracantha är en kaktusväxtart som först beskrevs av James William Toumey, och fick sitt nu gällande namn av F.M. Knuth. Cylindropuntia tetracantha ingår i släktet Cylindropuntia, och familjen kaktusväxter. Inga underarter finns listade i Catalogue of Life.

## Bildgalleri

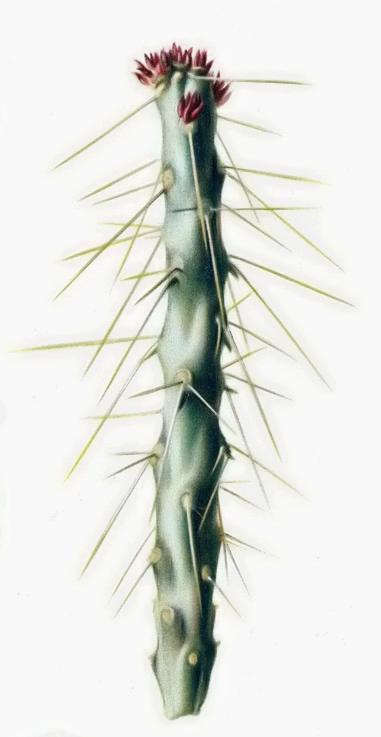